# Akropolis-Turnier 1989
Die vierte Auflage des Akropolis-Basketball-Turniers 1989 fand zwischen dem 3. und 5. Juni 1989 in Piräus statt. Ausgetragen wurden die insgesamt sechs Spiele im Stadion des Friedens und der Freundschaft.
Neben der gastgebenden Griechischen Nationalmannschaft, die das Akropolis-Turnier erstmals für sich entscheiden konnten, nahmen auch die Nationalmannschaften aus Italien sowie den Niederlanden teil. Das Teilnehmerfeld komplettierte eine Auswahl aus den Vereinigten Staaten.

## Begegnungen
| 3. Juni 1989 | Griechenland                | 82 - 59   | Niederlande                 |
| 3. Juni 1989 | Italien                     | 106 - 83  | A.C.C. (Vereinigte Staaten) |
| 4. Juni 1989 | Griechenland                | 88 - 81   | A.C.C. (Vereinigte Staaten) |
| 4. Juni 1989 | Italien                     | 86 - 75   | Niederlande                 |
| 5. Juni 1989 | Griechenland                | 93 - 80   | Italien                     |
| 5. Juni 1989 | A.C.C. (Vereinigte Staaten) | 121 - 103 | Niederlande                 |

## Tabelle
| Rang | Land               | Punkte | Körbe   |
| ---- | ------------------ | ------ | ------- |
| 1    | Griechenland       | 6      | 263-220 |
| 2    | Italien            | 5      | 272-251 |
| 3    | Vereinigte Staaten | 4      | 205-207 |
| 4    | Niederlande        | 3      | 237-289 |